# 小行星1336
小行星1336（1336 Zeelandia）是一颗围绕太阳公转的小行星。1934年9月9日，亨德里克·范根特在约翰内斯堡发现了此天体。
該小行星以荷蘭澤蘭省命名。
这颗小行星的绝对星等为220.70913等。